# Hibiscus vilhenae
Hibiscus vilhenae är en malvaväxtart som beskrevs av Alberto Judice Leote Cavaco. Hibiscus vilhenae ingår i Hibiskussläktet som ingår i familjen malvaväxter. Inga underarter finns listade i Catalogue of Life.